# 雷娅·珀尔曼
雷娅·珀尔曼（英語：Rhea Perlman，1948年3月31日—），女，美国演员。曾获得黄金时段艾美奖喜剧类电视系列剧最佳女配角。